# Qishan (kompleks skoczni)
Qishan – kompleks skoczni narciarskich położonych w Laiyuan w Chinach.
Kompleks otwarty został w grudniu 2020 i składa się ze skoczni K125 (HS 140) oraz K95 (HS 106). Zgodnie z podanymi wówczas planami do października 2021 kompleks rozbudowany miał być o trzy mniejsze obiekty o rozmiarach HS20, HS40 i HS75, jak również o skocznię mamucią K200 (HS 240).

## Dane o skoczniach

### Laiyuan K125
- Punkt konstrukcyjny: 125 m
- Wielkość skoczni (HS) 140 m
- Nachylenie najazdu: 36,8°
- Długość progu: 8,98 m
- Nachylenie progu 11°
- Wysokość progu 3,125 m

### Laiyuan K95
- Punkt konstrukcyjny: 95 m
- Wielkość skoczni (HS) 106 m
- Nachylenie najazdu 35,4°
- Długość progu: 8,5 m
- Nachylenie progu 11°
- Wysokość progu 2,575 m